# Lijst van fractievoorzitters van de PSP in de Eerste Kamer
Hieronder staat een lijst van fractievoorzitters van Pacifistisch Socialistische Partij in de Eerste Kamer. De fractie van de PSP in de Eerste Kamer heeft in totaal zes verschillende voorzitters gehad.
| Periode                                 | Geboortedatum    | Foto | Fractievoorzitter | Opmerkingen                   |
| --------------------------------------- | ---------------- | ---- | ----------------- | ----------------------------- |
| 5 juni 1963 t/m 22 februari 1967        | 13 december 1923 |      | Fred van der Spek |                               |
| 2 maart 1967 t/m 26 september 1967      | 31 juli 1916     |      | Max van Pelt      |                               |
| 27 september 1967 t/m 16 september 1974 | 2 juni 1907      |      | Hein van Wijk     | vanaf 1971 als eenmansfractie |
| 20 september 1977 t/m 9 juni 1981       | 1 mei 1927       |      | Joop Vogt         | eenmansfractie                |
| 13 september 1983 t/m 22 juli 1984      | 20 mei 1931      |      | Bram van der Lek  |                               |
| 23 juli 1984 t/m 22 juni 1987           | 1 mei 1927       |      | Joop Vogt         |                               |
| 23 juni 1987 t/m 15 augustus 1988       | 15 mei 1950      |      | Titia van Leeuwen | eenvrouwsfractie              |
| 6 september 1988 t/m 12 februari 1990   | 1 mei 1927       |      | Joop Vogt         | eenmansfractie                |